# كأس المكسيك 1943-44
كأس المكسيك 1943-44 (بالإسبانية: Copa México 1943-44)‏ هو الموسم 28 من كأس المكسيك. أشرف على تنظيمه اتحاد المكسيك لكرة القدم، وكان عدد الأندية المشاركة فيه 12، وفاز فيه ريال إسبانيا ‏.